# Darjazīn
Darjazīn (persiska: درجزين) är en ort i Iran.   Den ligger i provinsen Semnan, i den centrala delen av landet, 170 km öster om huvudstaden Teheran. Darjazīn ligger 1 395 meter över havet och antalet invånare är 4 370.
Terrängen runt Darjazīn är varierad.Runt Darjazīn är det glesbefolkat, med 11 invånare per kvadratkilometer. Närmaste större samhälle är Semnān, 9,2 km sydost om Darjazīn. Trakten runt Darjazīn är ofruktbar med lite eller ingen växtlighet.